# 伯納德·劉易斯
伯納德·劉易斯（英語：Bernard Lewis，1916年5月31日—2018年5月19日），英裔美國猶太歷史學者、東方研究家及政治評論家，專門研究伊斯蘭教史及伊斯蘭教跟西方的互動，尤以關於鄂圖曼土耳其帝國歷史的著作於學術圈聞名。

## 中譯著作
- 《现代土耳其的兴起》（The Emergence of Modern Turkey）
- 《穆斯林发现欧洲：天下大国的视野转换》（The Muslim Discovery of Europe）
- 《歷史上的阿拉伯人》（The Arabs in History ）
- 《中東：自基督教兴起至二十世纪末》（The Middle East: 2000 Years of History from the Rise of Christianity to the Present Day）
- 《哪裡出了錯？論西方與伊斯蘭世界的衝突》（What Went Wrong? The Clash Between Islam and Modernity in the Middle East）